# Dioctria annulata
Dioctria annulata är en tvåvingeart som beskrevs av Johann Wilhelm Meigen 1820. Dioctria annulata ingår i släktet Dioctria och familjen rovflugor.
Artens utbredningsområde är Frankrike. Inga underarter finns listade i Catalogue of Life.